# Alexander Tchaikovsky
Pour les articles homonymes, voir Tchaïkovski (homonymie).
Alexander Vladimirovitch Tchaikovsky (en russe : Александр Чайковский) est un compositeur et pianiste russe, né le 19 février 1946 à Moscou.

## Œuvres
- neuf opéras (Legend of Ancient Town of Yelets, Tamerlane and the Virgin Mary, Violist Davydov, ...)
- trois ballets
- trois oratorios
- sept symphonies
- Russian Requiem
- un poème Northern Palmyra Nocturnes
- un concerto pour orchestre CSKA - Spartak
- une série de concertos (piano, alto, violoncelle, basson, quatre saxophones et autres instruments)
- des œuvres chorales et vocales
- de la musique de chambre.

Alexander Tchaikovsky a également travaillé sur d'autres genres musicaux, comme le théâtre et l'opérette, et a également écrit de la musique pour le cinéma et la télévision.